# Quadrângulo de Casius

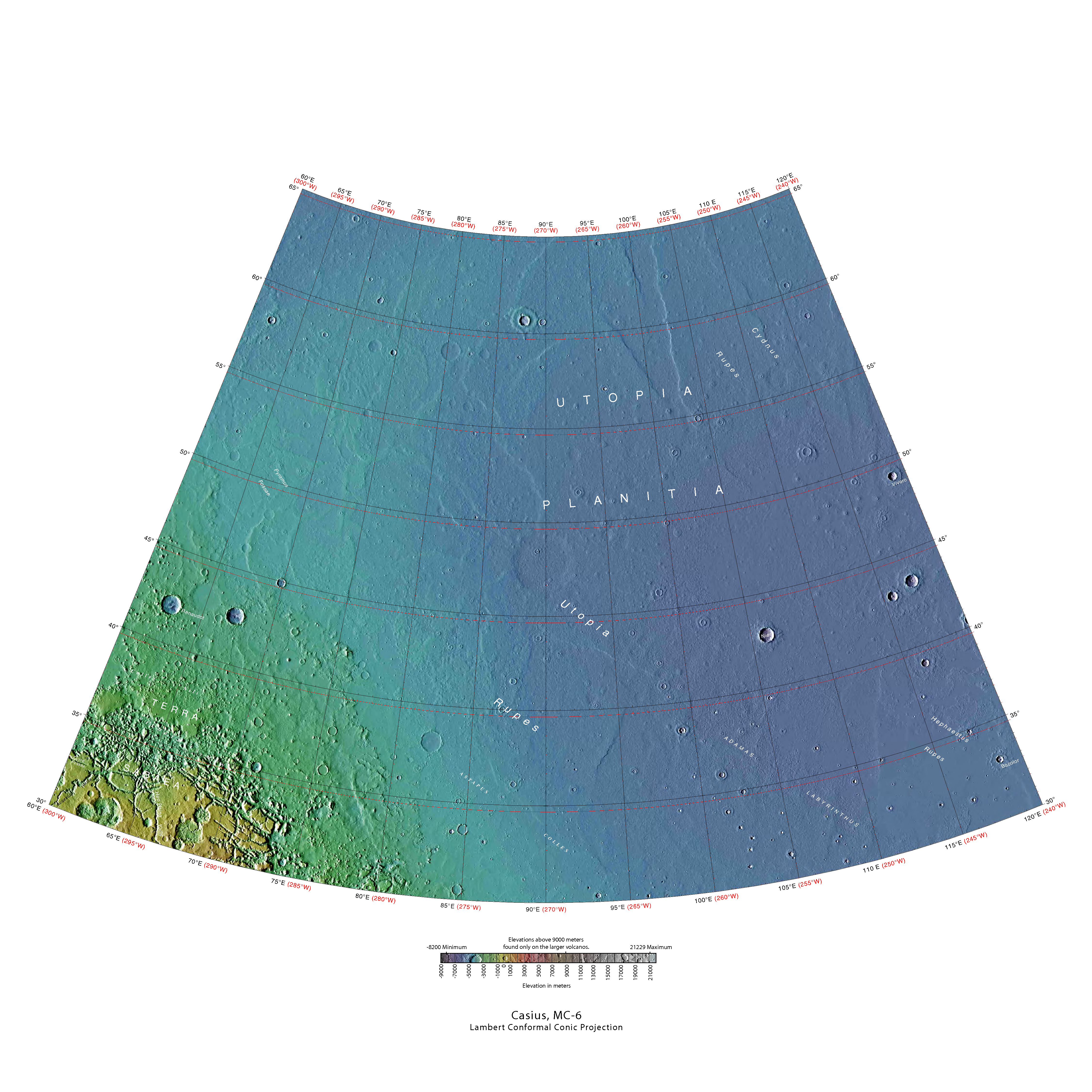
Quadrângulo de Casius

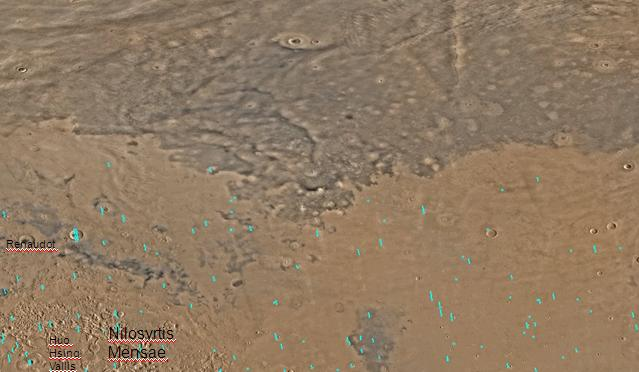
Mapa do quadrângulo de Casius com as principais formações indicadas.

O quadrângulo de Casius é um de uma série de 30 quadrângulos em Marte estabelecidos pelo Programa de Pesquisa de Astrogeologia do Serviço Geológico dos Estados Unidos (USGS em inglês). O quadrângulo se localiza na porção noroeste do hemisfério ocidental de Marte e cobre uma área que vai de 60º a 120º longitude leste (240º a 300º longitude oeste) e de 30º a 65º latitude norte. O quadrângulo utiliza uma Projeção conforme de Lambert a uma escala nominal de 1:5,000,000 (1:5M). Também se pode referir ao quadrângulo de Casius como MC-6 (Mars Chart-6).
As delimitações sul e norte do quadrângulo de Casius medem aproximadamente 3,065 km e 1,500 km de largura, respectivamente. A distância norte-sul é de aproximadamente 2,050 km (pouco menos que a distância da Groenlândia). O quadrângulo cobre uma área aproximada de 4,9 milhões de km², ou pouco mais de 3% da área superficial de Marte.

## Origem do nome
Casius é o nome de uma formação de albedo telescópica localizada a 40° N e 100° E em Marte. A formação recebeu o nome de um epíteto para Zeus dos seus santuários no Egito e na Síria. O nome foi aprovado pela União Astronômica Internacional (UAI) em 1958.

## Fisiografia e geologia
Em áreas de alta latitude existem formações as quais se acredita indicar a presença de gelo no solo.  Solo poligonal é uma dessas formações.  Geralmente, formas poligonais são encontrados a latitude 55º em direção ao pólo. Outra formação associada ao gelo no solo é a topografia fatiada, tal como se pode observar nas imagens das formações periglaciais em  Utopia.

## Nilosyrtis
Nilosyrtis corre de aproximadamente 280 a 304º latitude oeste, e assim, como várias outras formações, se localiza em mais de um quadrângulo. Parte de Nilosyrtis se encontra no quadrângulo de Ismenius Lacus, e o resto no quadrângulo de Casius.

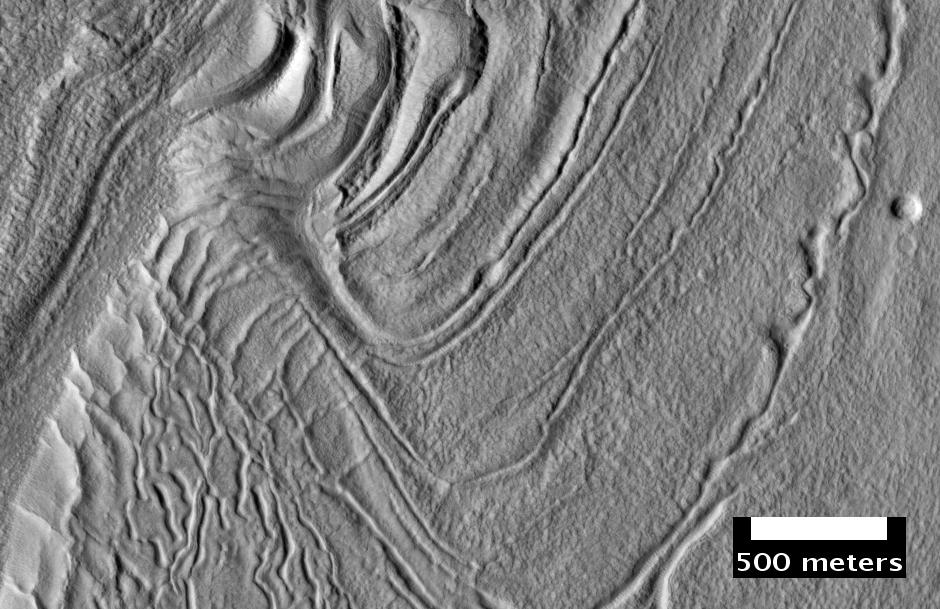
Superfície de Nilosyrtis Mensae exibindo tergos e fissuras, visto pela HiRISE, sob o programa HiWish.
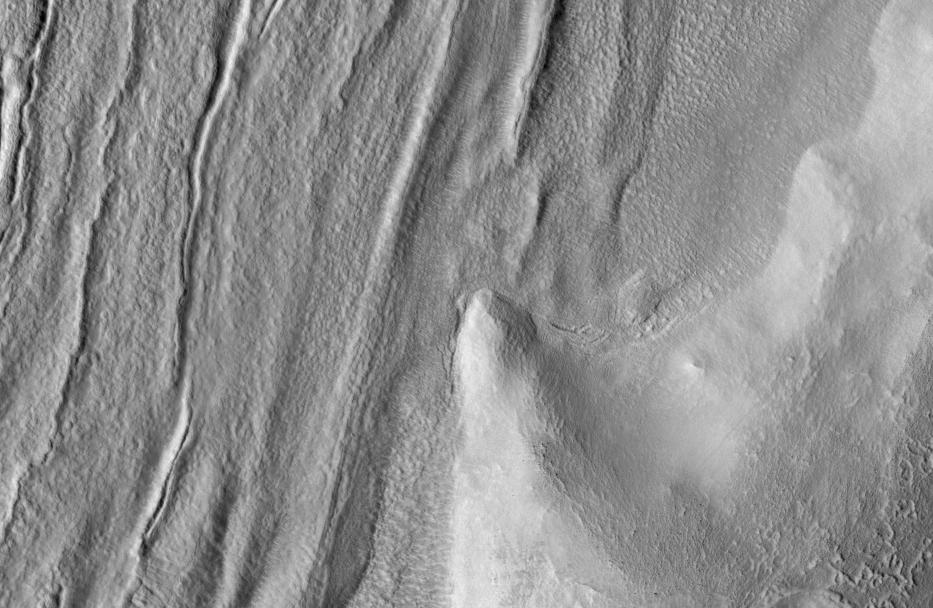
Outra vista da superfície de Nilosyrtis Mensae, visto pela HiRISE, sob o programa HiWish.

## Crateras fôrma circular
Crateras fôrma circular (ring mold craters) se assemelham a fômas arredondadas com um furo no meio utilizadas na preparação de bolos. Acredita-se que estas se originam a partir de um impacto sobre o gelo. O gelo é coberto por uma camada de pedregulhos. Elas são encontradas em partes de Marte que contém gelo soterrado.  Experimentos de laboratório confirmam que impacto sobre o gelo resulta em um "formato de fôrma arredondada." Elas podem ser uma fonte de água facilmente acessível para possíveis colonizadores futuros de Marte.

## Preenchimento de cratera concêntrico
O preenchimento de cratera concêntrico se caracteriza por um leito de uma cratera coberto em sua maior parte por um grande número de tergos paralelos.  Acredita-se que esta formação seja resultado de algum tipo de movimentação glacial.  Às vezes penedos são encontrados em preenchimentos de cratera concêntricos; acredita-se que eles se desprenderam e caíram da parede da cratera, tendo sido então transportados para longe da parede com o movimento da geleira.Blocos erráticos na Terra são transportados de maneira similar. Baseado em medições topográficas acuradas da altura em diferentes pontos nessas crateras e cálculos da profundidade estimada de uma cratera baseada em seu diâmetro, especula-se que essas crateras sejam preenchidas em 80% majoritariamente por gelo. Isto é, essas crateras comportam centenas de metros de material que consiste provavelmente em gelo com poucas dezenas de metros de cascalho superficial.  O gelo que se acumulou na cratera é originário da precipitação de neve em climas passados.
Imagens de alta resolução obtidas pela HiRISE revelam que algumas das superfícies do preenchimento concêntrico de cratera são cobertas por estranhos padrões chamados terreno cerebral em célula fechada e célula aberta. O terreno lembra um cérebro humano. Acredita-se que essa forma seja causada por rachaduras na superfície acumulando poeira e outros sedimentos, junto ao gelo sublimando de algumas partes da superfície.

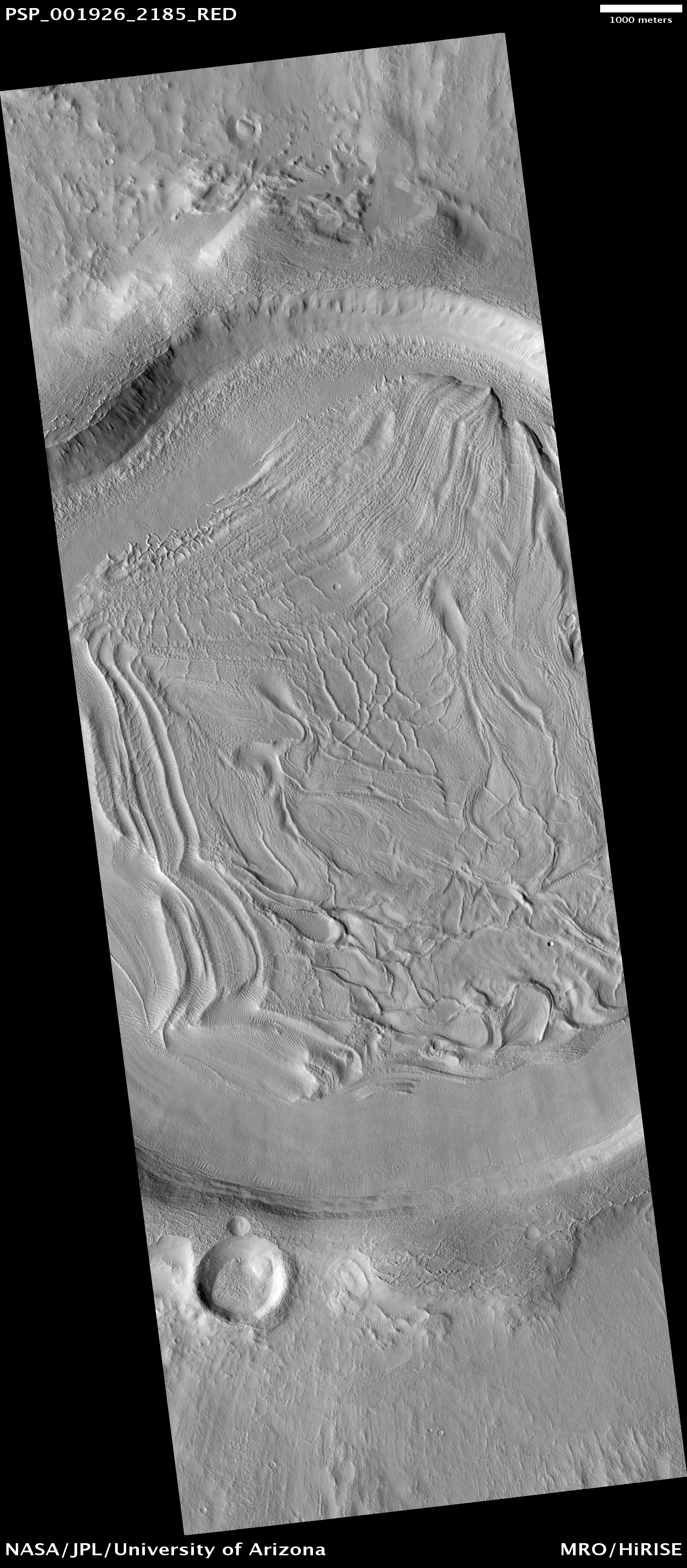
Vista ampla de um preenchimento concêntrico de cratera, visto pela HiRISE.
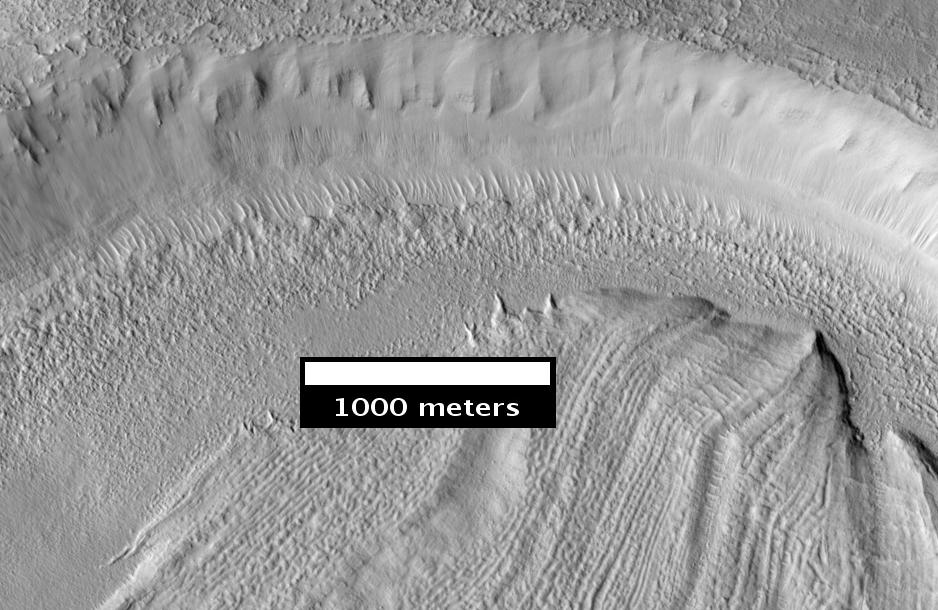
Vista aproximada de um preenchimento concêntrico de cratera da parte superior da imagem anterior, visto pela HiRISE.  O cascalho da superfície cobre o gelo de água.

## Mars Science Laboratory
Nilosyrtis é um dos locais propostos como local de aterrissagem para a Mars Science Laboratory.  No entanto, a região não foi selecionada entre as finalistas. Nilosyrtis chegou ao top 7, mas não ao top 4.
O propósito da Mars Science Laboratory é procurar por antigos sinais de vida. Espera-se que uma missão posterior possa então retornar com amostras dos sítios identificados como prováveis locais contendo vestígios de vida. Para que a sonda possa vir ao solo com segurança um é necessário um disco achatado na superfície medindo 19,3 km. Geólogos esperam examinar lugares onde a água formara lagoas.  A intenção é examinar camadas sedimentares.

## Galeria

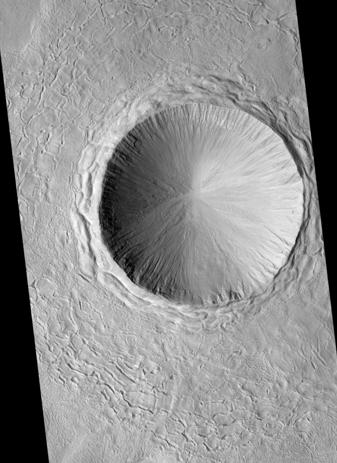
Cratera na região de Adamas Labyrinthus, vista pela HiRISE.  A imagem original exibe muitos detalhes interessantes.
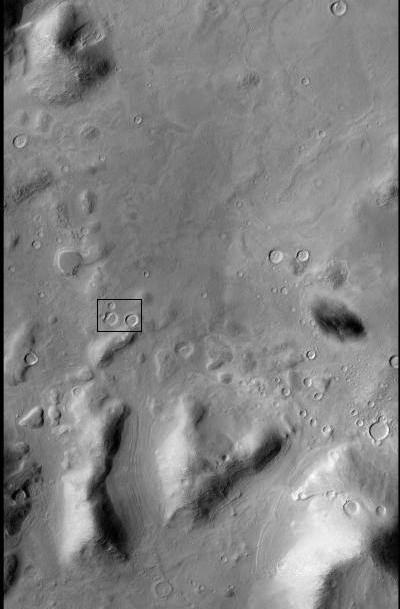
Imagem da CTX mostrando a área da próxima imagem.
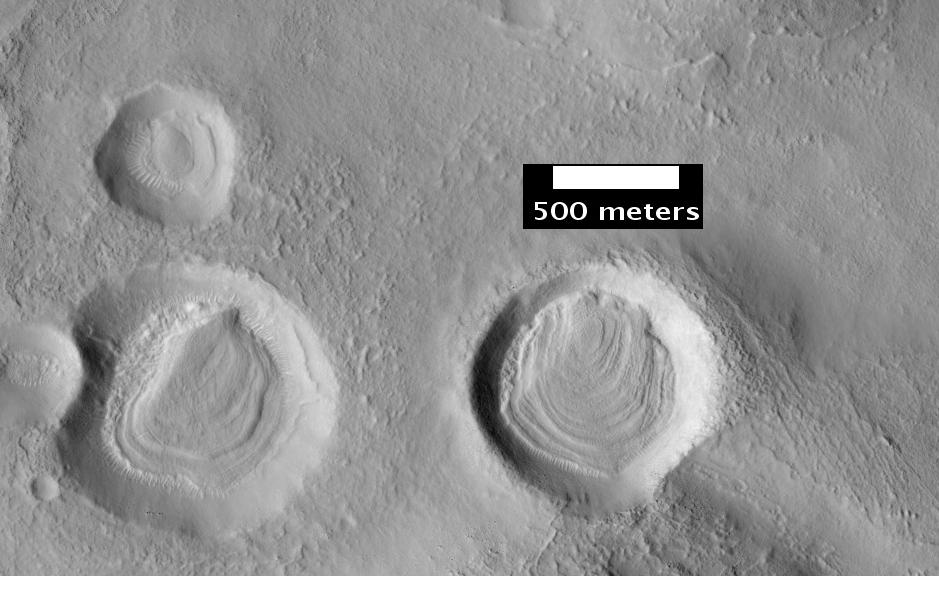
Camadas em crateras, vistas pela HiRISE sob o programa HiWish. Essa área foi provavelmente coberta por estas camadas, as camadas já foram erodidas exceto no interior protegido das crateras.